# Collodion
Le collodion est composé de nitrocellulose dissoute dans un mélange d'éther et d'alcool et conservée sous forme liquide (dans un récipient fermé) ou sous forme de film une fois le solvant évaporé. Il fut découvert par Louis Ménard en 1846.
Le collodion se présente comme un vernis séchant rapidement et laissant derrière lui une feuille transparente et souple (assez semblable en texture et apparence à de la cellophane).
Il a donné son nom au syndrome du « bébé-collodion  », forme la plus grave de l'ichtyose congénitale forme récessive.

## Usages
Hilaire de Chardonnet produisit en 1884 des fils de collodion à partir de nitrocellulose dissoute dans une solution d'alcool et d'éther, qu'il faisait passer dans les trous d'une filière, obtenant la soie Chardonnet, analogue à la rayonne. Le même procédé fut trouvé peu de temps après par le britannique Topham et mena à la découverte de la viscose.
Règlementation : Le collodion est interdit dans certains pays en raison de la toxicité et inflammabilité de l'éther, et de son inflammabilité une fois sec.
En France, en raison de la dangerosité des opérations le concernant, il est interdit d'occuper des jeunes travailleurs de moins de 18 ans à la production de nitrocellulose, et à la fabrication et utilisation à la préparation des produits nitrés qui en découlent notamment celluloïd et collodion ;

## Usages militaires

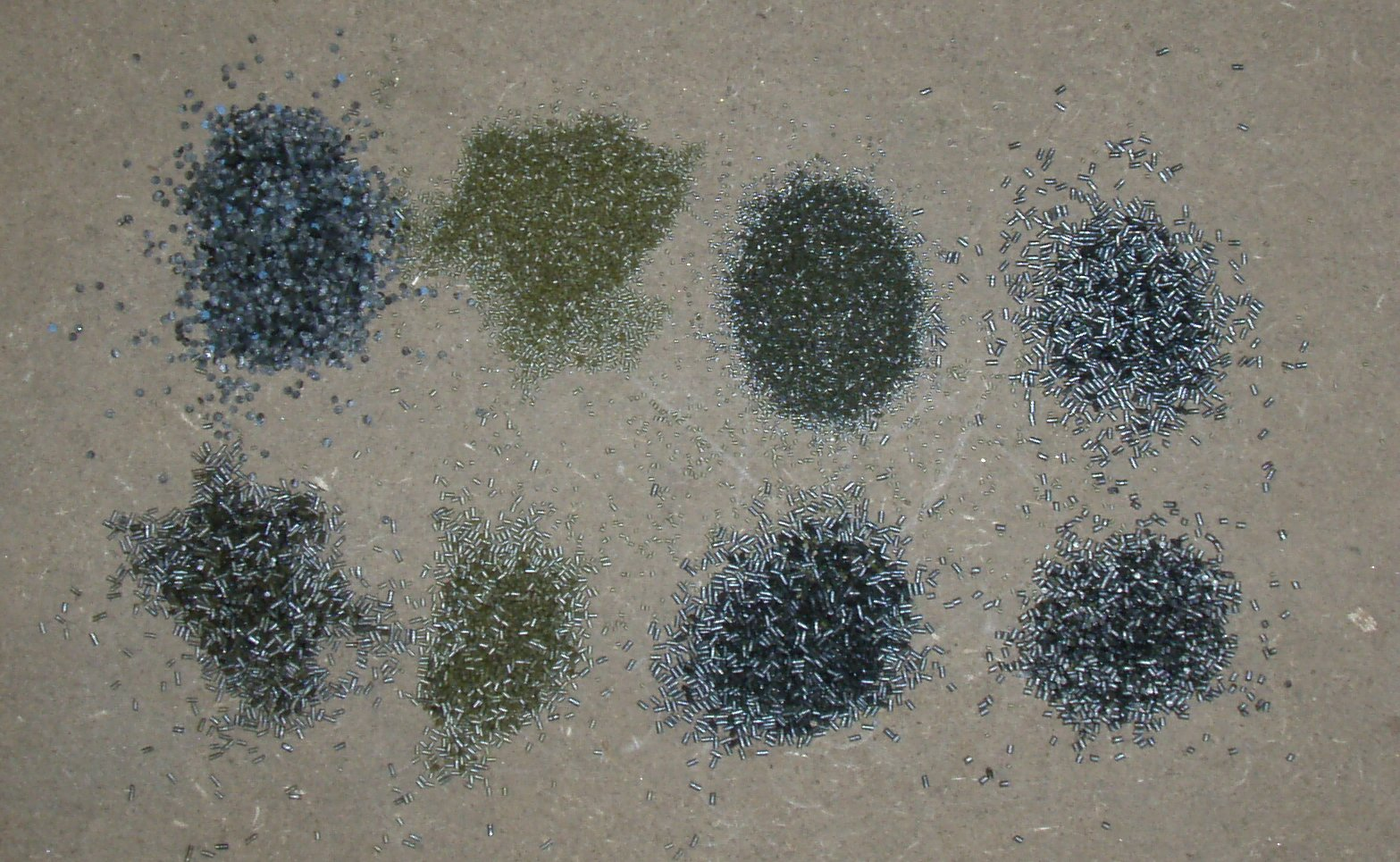
Exemples de « poudres » utilisées dans les munitions (cartouches) d'armes à feu, produites à partir de collodion

Il a servi à produire de nombreux types d'explosifs (cordite principalement), très résistants à l'humidité, à l'eau et à la biodégradation.
C'est un fulminant qui - mis à feu - libère une grande quantité de gaz et de chaleur, presque sans fumée, et sans détoner brutalement. Il a donc été utilisé dans les cartouches pour propulser les balles et obus avec un moindre danger de faire exploser le fût des fusils ou canons.

## Applications médicales
Il a été utilisé et reste à ce jour toujours préparé directement par les officines pharmaceutiques pour produire une sorte de pansement : la capacité du collodion à former un film stérile et adhérent à la peau par solidification rapide avait été découverte en 1847 par un médecin de Boston, John P. Maynard. Le collodion élastique figure encore sur la liste des médicaments autorisés en Belgique ou en France.
Il a disparu dans certains pays par suite d'une réglementation plus stricte de la vente de produits contenant de l'éther.
Du collodion médicinal est aussi utilisé pour produire des effets spéciaux (renforcement de rides, fausses cicatrices ou fausses brûlures) . Il doit être utilisé sous atmosphère ventilée, et loin de toute flamme (cigarette, étincelle...).

## Photographie
Le collodion a eu une application en photographie et dans le cinéma pour la production de pellicules (toutefois très sensibles au feu et présentant des risques d'auto-combustion) : il a d'abord été utilisé sous forme de collodion humide, procédé maintenant abandonné, hormis par quelques amateurs de techniques anciennes.
La plaque de verre au collodion humide (ioduré et bromuré), inventée en 1851 par Frederick Scott Archer (1813-1857), était trempée dans une solution de nitrate d'argent afin de synthétiser l'iodure et le bromure d'argent qui sont photosensibles. Malgré sa complexité, cette technique permettait un temps de pose inférieur à 30 secondes.
L'utilisation du collodion comme support photographique en remplacement des plaques à l'albumine (sous forme de collodion humide) serait due à Frederick Scott Archer (qui a publié un texte au sujet du collodion en 1851) ou de Gustave Le Gray qui prétendit l'avoir mis au point dès 1850. Il a été surtout utilisé aux États-Unis, jusque durant la période d'entre-deux-guerres.